# ZIL-114
La ZIL-114 è un'autovettura full-size di lusso prodotta dalla Zavod Imeni Lichačëva dal 1967 al 1978.

## Storia
La ZIL-114, in sostanza, era l'evoluzione della ZIL-111. Il motore, in particolare, era un V8 per entrambi i modelli, anche se quello della ZIL-114 possedeva una cilindrata superiore, 6.962 cm³ in luogo di 5.980 cm³. Da ciò conseguì un aumento della potenza del 30% ed un incremento della velocità massima da 170 a 200 km/h. Il motore era montato anteriormente, mentre la trazione era posteriore. Il cambio era automatico a tre rapporti. La linea ormai superata della vettura antenata venne sostituita da forme più moderne che derivavano sempre da auto statunitensi dell'epoca. Come fanali anteriori, furono installati quattro gruppi ottici circolari.
L'assale rigido con balestre al retrotreno venne mantenuto, ma i freni a tamburo della vettura precedente furono sostituiti da freni a disco servoassistiti sulle quattro ruote. Questa modifica sull'impianto frenante fu necessaria per fornire al veicolo una maggiore capacità a rallentare (il motore era infatti ora più potente). Sulla ZIL-114 erano presenti un numero maggiore di accenti lussuosi che sui modelli ZIL precedenti. Ad esempio, era installata l'aria condizionata, che debuttò sui modelli ZIL su una versione della ZIL-111, la ZIL-111A.
La ZIL-114 continuò in produzione limitata fino al 1978, quando fu sostituita sui mercati dalla più grande e pesante ZIL-4104.
Dalla ZIL-114 derivò la ZIL-117, che era sostanzialmente la versione più corta del primo modello citato. La ZIL-117 poteva infatti trasportare solo fino ad un massimo di cinque passeggeri.
La ZIS-114 fu utilizzata quasi esclusivamente dai più alti rappresentanti dell'Unione Sovietica e dai leader degli stati alleati.